# Песчаное Озеро
Песча́ное О́зеро — село в Чановском районе Новосибирской области. Административный центр Матвеевского сельсовета.

## География
Площадь села — 190 гектаров.

## История
В 1976 году указом Президиума Верховного Совета РСФСР село фермы №1 совхоза «Чановский» переименовано в Песчаное Озеро.

## Население
| 2002 | 2007 | 2010 |
| ---- | ---- | ---- |
| 419  | ↘394 | ↘352 |

## Инфраструктура
В селе по данным на 2007 год функционируют 1 учреждение здравоохранения и 2 учреждения образования.